# Josef Eisinger
Josef Eisinger (* 19. März 1924 in Wien) ist ein österreichisch-kanadischer Naturwissenschaftler und Autor. Er tritt als Zeitzeuge für das Leben als Jude unter dem Nationalsozialismus sowie in der Immigration in Nordamerika auf und setzt sich in der Öffentlichkeit gegen Antisemitismus ein.

## Leben

### Kindheit
Eisinger wurde als zweites Kind von Rudolf und Grete (geb. Lindner) in Wien geboren, seine Schwester Ilse war drei Jahre älter. Er wuchs dort im 3. Bezirk in einer Familie der jüdischen, aber nicht orthodoxen, Mittelschicht auf. Die Eltern besaßen bis 1938 ein Unternehmen, welches Naturschwämme importierte. Eisinger bezeichnete seine Kindheit als „glücklich“, insbesondere hat er positive Erinnerungen an die Zeit auf dem Akademischen Gymnasium. Das änderte sich 1938 mit dem Anschluss Österreichs, dessen Folgen für die jüdische Bevölkerung er als „traumatisch“ bezeichnete. Das Geschäft wurde konfisziert und später ein Großteil seiner Familie ermordet. Bis dahin hätten Juden in Wien mit dem Antisemitismus „leben gelernt“, er erinnere sich nur an einen Zwischenfall, in dem er als Achtjähriger einen Klassenkameraden nach einer antisemitischen Beleidigung niederschlug, was einen Skandal an der Schule verursachte.

### Flucht aus Österreich, Weg nach und Anfang in Kanada
Eisinger kam im Mai 1939 mit einem Kindertransport nach London, wo seine Schwester bereits seit 1938 bei einem Geschäftspartner seines Vaters als Au-pair-Mädchen tätig sein konnte. Er arbeitete zunächst auf einer Farm in Yorkshire und dann als Tellerwäscher in einem Hotel in Brighton. In dieser Zeit gelang seinen Eltern die Flucht nach und seinerzeit illegale Einreise in das Völkerbundsmandat für Palästina. Nach dem Fall Frankreichs galt Eisinger trotz seiner Herkunft und des Alters als potentieller Enemy Alien, wurde interniert und nach Lageraufenthalten in Brighton, Liverpool und der Isle of Man am 5. Juli 1940 mit der Sobieski nach Kanada verschifft. In dieser Zeit lernte er den ebenfalls aus Wien stammenden, fast gleichaltrigen späteren Nobelpreisträger Walter Kohn kennen, der ihn für Naturwissenschaften begeisterte. Nach diversen Lageraufenthalten, auch zusammen mit deutschen Kriegsgefangenen, wurden beide ab Oktober 1941 vom bereits 1938 eingewanderten Bruno Mendel in Toronto gesponsert und aufgenommen. Hier konnte er auch kurzfristig seinen High-School-Abschluss nachholen, wobei ihm die in England erworbenen Sprachkenntnisse halfen. Über die zur Familie gehörende Antonie Mendel erfuhr er viel über Albert Einstein, welche mit diesem in Berlin befreundet war. Als sich die Bestimmungen und Verhältnisse weiter lockerten, studierte Eisinger an der Universität von Toronto. Während dieser Zeit meldete er sich freiwillig zur kanadischen Armee, wurde aber nur kurzzeitig in Ausbildungseinheiten im Lande eingesetzt. Er erhielt einen Bachelor in Mathematik und Astronomie sowie 1947 den Master in Physik. Im selben Jahr wurde Eisinger kanadischer Staatsbürger.

### Nachkriegszeit und Karriere
1947 besuchte er seine Eltern in Palästina, einige Jahre später folgten sie sowie seine Schwester ihm nach Toronto. Eisinger begann seine Berufslaufbahn in den U.S.A. und wurde Kernphysiker am MIT, wo er eine Lehrauftrag als Graduate Teaching Fellow erhielt. Zu seinen Professoren gehörten Jerrold Zacharias und der ebenfalls in Wien geborene Victor Weisskopf. 1951 promovierte er mit einer Dissertation zum Thema Strukturen im Atomkern. Nach einer Zeit von 18 Monaten als Postgraduate an der Rice University in Houston verbrachte er ab 1954 die nächsten Jahrzehnte seines Berufslebens in der Grundlagen- und Anwendungsforschung an den Bell Laboratories in New York und New Jersey, u. a. mit Walter Houser Brattain. 1963 und 1977 erhielt er ein Guggenheim-Stipendium zur Finanzierung seiner Forschungen in Molekularbiologie bei Bell. In dieser Zeit widmete sich Eisinger vermehrt medizinischen Fragestellungen, z. B. der Bleivergiftung, und entwickelte u. a. Geräte zur Diagnostik derselben. Die Einführung von unverbleitem Kraftstoff in den U.S.A. wurde bei den Umweltverträglichkeitsaspekten durch seine Forschungsergebnisse mit bewirkt. 1986 schied er bei Bell aus und wurde bis zur Emeritierung 1998 Professor im Bereich Pharmakologische Wissenschaften mit einem Lehrstuhl für Biophysik an der Mount Sinai School of Medicine in New York.

### Wirken nach Ende der Berufstätigkeit
Eisinger arbeitete mit seiner Frau an musikhistorischen Forschungen zu Johannes Brahms und schrieb zwei biografische Bücher über Albert Einstein sowie ein autobiografisches Buch. Darüber hinaus wirkt er als Zeitzeuge und Mahner in der Öffentlichkeit. Bei Besuchen in Deutschland und Österreich setzt er sich für Völkerverständigung sowie gegen Antisemitismus und Verschwörungstheorien ein.

### Eigene Familie
Eisinger ist seit dem 26. Juni 1963 mit Styra Avins, einer Cellistin und Brahms-Forscherin, verheiratet und lebt seitdem mit ihr im New Yorker Stadtteil Greenwich Village. Er selber spielt Flöte. Das Ehepaar hat 2 Kinder, Alison Ann und Simon Erik.

## Werke
- Ca. 200 wissenschaftliche Veröffentlichungen.
- Einstein on the Road. Prometheus Books, Verlag Amherst, New York 2011, ISBN 978-1-61614-460-9.
  - dt.: Einstein privat. Verlag Amherst, New York 2016 ISBN 978-1-63388-146-4.
- Flucht und Zuflucht: Erinnerungen an eine bewegte Jugend. Deutsche Übersetzung des amerikanischen Originals Flight and Refuge: Reminiscences of a Motley Youth. Verlag Dokumentationsarchiv des Österreichischen Widerstandes, Wien 2019, ISBN 978-3-901142-74-1.